# Бистрик (Ружинська селищна громада)
Би́стрик (колишня назва — Бистрик-Ружинський, Ружинський Бистрик)  — село в Україні, у Ружинській селищній територіальній громаді Бердичівського району Житомирської області. Кількість населення становить 1 557 осіб (2001). У 1923—2020 роках — адміністративний центр однойменної сільської ради.

## Географія
У селі річка Бистриця впадає у Роставицю, ліву притоку Росі. На південній стороні від села пролягає автошлях Р32. Розміщене 6 км північно-західніше Ружина, за 16 км до залізничної станції Зарудинці.

## Населення
У 1864 році в селі налічувався 1 631 житель, з них православних 1 622 та 9 католиків, у 1885 році в селі мешкало 2 040 осіб, налічувалось 244 дворових господарства.
За переписом 1897 року кількість мешканців зросла до 2671 особи (1300 чоловічої статі та 1371 — жіночої), з яких 2592 — православної віри. У 1900 році налічувалося 2 937 осіб, з них: 1 417 чоловіків та 1 520 жінок, дворів — 227, за іншими даними — 3 305 мешканців та 395 дворів.
Відповідно до перепису населення СРСР, на 17 грудня 1926 року чисельність населення становила 2 739 осіб, з них за статтю: чоловіків — 1 344, жінок — 1 395; етнічний склад: українців — 2 713, росіян — 4, євреїв — 15, поляків — 7. Кількість домогосподарств — 548, з них, несільського типу — 5.
Станом на 1972 рік, кількість населення становила 2 232 особи, дворів — 640.
Відповідно до результатів перепису населення СРСР, кількість населення, станом на 12 січня 1989 року, становила 1 712 осіб, станом на 5 грудня 2001 року, відповідно до перепису населення України, кількість мешканців села становила 1 557 осіб.

### Мова
Розподіл населення за рідною мовою за даними перепису 2001 року:
| Мова            | Кількість | Відсоток |
| --------------- | --------- | -------- |
| українська      | 1545      | 99.23 %  |
| російська       | 11        | 0.71 %   |
| інші/не вказали | 1         | 0.06 %   |
| Усього          | 1557      | 100 %    |

## Історія
Засноване 1525 року. Входило до Ружинського маєтку, згодом продане Софією Ходкевичівною Томашові Замойському. У 1650 році Ян Замойський сплатив податку з 14 димів. Згадується в люстрації Київського воєводства 1754 року як село, що належало Покрасі, сплачувало 15 злотих і 12 грошів до замку та 62 злотих і 16 грошів до скарбу.
В середині 19 століття — село на річці Бистрик, що впадає у містечку Ружин в Роставицю, за 5 верст від Ружина та 36 — від центру повіту м. Сквира. Волосне правління перебувало в Ружині, поліційне — в Сквирі. Тут перебувало головне управління маєтком поміщиці Челищевої, після продажу нею Ружина. Земель — 5 109 десятин, відбірний чорнозем. На західній околиці села та біля дороги в Білилівку збереглися давні могили. В селі були церковно-приходська школа, каплиця борщаївської католицької парафії та парафіяльна дерев'яна церква Покрови пресвятої Богородиці, збудована в 1736 році, 5-го класу, землі мала 87 десятин, її дзвіницю збудовано в 1850 році. У 1741 році до церковної парафії, крім Бистрика, входили Веселівка та Війтівці.
Станом на 1885 рік у колишньому власницькому селі Ружинський Бистрик Ружинської волості Сквирського повіту Київської губернії існували православна церква, школа та постоялий будинок.
Наприкінці 19 століття — Бистрик-Ружинський, власницьке село Ружинської волості Сквирського повіту. Відстань до центру повіту — 37 верст, до волосного центру, міст. Ружин, де розміщувалися поштові казенна та земська станції — 5 верст, до найближчої залізничної станції (Зарудинці), де розміщувалася також найближча телеграфна станція — 12 верст. Основним заняттям мешканців було рільництво, крім цього, селяни ходили на заробітки в Бессарабську губернію. Землі — 2 905 десятин: поміщикам належало 624 дес., селянам — 2193 дес. та 87 дес. — церкві та 1,5 дес. — іншим суспільним станам. Власність К. Г. Вишневської, господарював А. І. Вишневський, за багатопільною системою, селянські господарства велися за трипільною системою. В селі була православна церква (1736 року будівництва), церковно-приходська школа, поміщицький водяний млин та чотири вітряки. Пожежна команда мала помпу, чотири бочки та три багри. За іншими даними, католицької каплиці ніколи в селі не існувало. Вишневській належало 564 десятини землі, Лопачевському — 100 дес. та 71 дес. — селянам.
У 1923 році увійшло до складу новоствореної Бистрицької сільської ради, котра, від 7 березня 1923 року, стала частиною новоутвореного Ружинського району Бердичівської округи; адміністративний центр ради. Відстань до районного центру, міст. Ружин — 3 версти, окружного центру в Бердичеві — 47 верст, до залізничної станції «Зарудинці» — 10 верст. В складі сільської ради входило до Попільнянського (30.12.1962 р.) та Ружинського (4.01.1965 р.) районів.
У Другій світовій війні воювали 419 жителів села, з них 202 загинули, 183 нагороджено орденами й медалями. У 1953, 1958 та 1965 роках в селі споруджено пам'ятники на честь загиблих односельців.
За радянської влади в селі була центральна садиба колгоспу «Україна», що спеціалізувався на відгодівлі свиней. Колгосп мав 3 644,5 га угідь, в тому числі 3 434 га ріллі. В селі діяли середня школа, будинок культури, бібліотека, медпункт, дитячі ясла та 3 крамниці.
У 2020 році територію та населені пункти Бистрицької сільської ради, відповідно до розпорядження Кабінету Міністрів України № 711-р від 12 червня 2020 року «Про визначення адміністративних центрів та затвердження територій територіальних громад Житомирської області», включено до складу Ружинської селищної територіальної громади Бердичівського району Житомирської області.

## Відомі люди
- Мороз Ярослав Андрійович (1988—2022) — український військовослужбовець, кавалер ордена «За мужність» ІІІ ступеня.